# شانتيل فانسانتين
شانتيل فانسانتين (بالإنجليزية: Shantel VanSanten)‏ (ولدت في 25 يوليو 1985) ممثلة وعارضة أزياء أمريكية.

## نشأتها
ولد شانتيل في لوفيرن، مينيسوتا هي من أصل هولندي ونرويجي. نشأت في سبرينج، تكساس ، حيث التحقت بأكاديمية إنكارنيت ورد (مدرسة إعدادية لكلية البنات) في هيوستن وجامعة تكساس المسيحية في فورت وورث ، تكساس. بدأت Vansant أيضًا حياتها المهنية كعارضة أزياء في سن الخامسة عشرة لإدارة بيج باركس.

## روابط خارجية
- شانتيل فانسانتين على موقع IMDb (الإنجليزية)
- شانتيل فانسانتين على موقع ميتاكريتيك (الإنجليزية)
- شانتيل فانسانتين على موقع روتن توميتوز (الإنجليزية)
- شانتيل فانسانتين على موقع قاعدة بيانات الأفلام العربية
- شانتيل فانسانتين على موقع ألو سيني (الفرنسية)
- شانتيل فانسانتين على موقع أول موفي (الإنجليزية)
- شانتيل فانسانتين على موقع قاعدة بيانات الأفلام السويدية (السويدية)
- شانتيل فانسانتين على موقع قاعدة بيانات الفيلم (الإنجليزية)
- شانتيل فانسانتين على موقع كينوبويسك (الروسية)